# Johannes Heck
Johannes Heck (* im 19. Jahrhundert; † im 20. Jahrhundert) war ein deutscher Kaufmann und Abgeordneter des Provinziallandtages der preußischen Provinz Hessen-Nassau.

## Leben
Nach seiner Schulausbildung erlernte Johannes Heck den Beruf des Kaufmanns und übte diesen in Schmalkalden aus. Er war politisch engagiert und wurde Mitglied der Deutschen Demokratischen Partei. Als deren Vertreter erhielt er am 1. April 1928 einen Sitz im Kurhessischen Kommunallandtag des Regierungsbezirks Kassel, aus dessen Mitte er zum Abgeordneten des Provinziallandtages der Provinz Hessen-Nassau bestimmt wurde. Heck wurde Nachfolger des Abgeordneten Gottfried Rade, der von Kassel nach Dresden verzog und 1933 in die Schweiz emigrierte.